# Helena Klakočar
Helena Klakočar Vukšić (née en 1958 à Tuzla en Yougoslavie) est une artiste visuelle croate principalement connue pour ses bandes dessinées. Elle réside depuis 1992 aux Pays-Bas. Son œuvre Passage en douce a obtenu l'Alph-Art du meilleur album étranger du festival d'Angoulême 2000 et le Prix France Info 2000.

## Biographie
Helena Klakočar naît en 1958 à Tuzla (actuellement en Bosnie-Herzégovine) d'une famille d'origine croate. À sept ans, elle déménage à Maribor, dans l'actuelle Slovénie. De 1987 à 1992, elle étudie à l'académie des Arts visuels de Zagreb, dans l'actuelle Croatie. En 1992, à la suite du déclenchement de la guerre, elle déménage aux Pays-Bas avec son mari. De 1995 à 1998, elle étudie à la Beeldende Kunst Academie de Tilbourg. 
En 1999, Fréon publie Passage en douce, récit de son voyage en bateau de 1991 avec sa famille qui se transforme en errance lorsqu'ils découvrent que la guerre a été déclarée en Yougoslavie. Publié chez un petit éditeur alternatif, l'album ne rencontre pas un grand succès public, mais l'accueil critique est enthousiaste, si bien qu'il reçoit l'Alph-Art du meilleur album étranger du festival d'Angoulême et le Prix France Info de la bande dessinée de reportage. Passage en douce n'a été traduit dans des langues des Balkans qu'à partir de 2008.

## Publications

### Bande dessinée
- (fr) Passage en douce, Bruxelles : Fréon, 1999.  (ISBN 2930204206) Alph-Art du meilleur album étranger du festival d'Angoulême 2000 et Prix France Info 2000.
  - (sh) Nemirno more, Belgrade : Fabrika knjiga, coll. « Edicija Daninoć » n°35, 2008.  (ISBN 9788677180782)
  - (sl) Nemirno morje (tr. Tea Hvala),  Ljubljana : Forum Ljubljana, coll. «  	Ambasada Strip » n°9, 2011.  (ISBN 9789616553445)
  - (it) Mare inquieto Adriatico : una storia a disegni (tr. Predrag Matvejevič), Trieste : Comunicarte, coll. « Cartastorie » n°2, 2011.  (ISBN 9788862870573)

### Illustration
- (sl) Iztok Largo, Ramajana, glej ga - kdo je to?, Samozaložba, 1977. Poésie (OCLC 781062462)
- (sh) Klakočar Helena : radovi, Zagreb : Galerija Prozori, 1988. Catalogue d'exposition. (OCLC 441678730)
- (sl) Veliko potovanje, Maribor : Aristej, 2003. Livre pour enfants.  (ISBN 9612200424)